# Martín Ibarreche
Martín Ibarreche Vázquez (* 11. November 1943 in Torreón, Coahuila) ist ein ehemaliger mexikanischer Fußballspieler auf der Position eines Verteidigers.

## Laufbahn
Ibarreche begann seine Laufbahn als Fußballprofi 1960 bei seinem Heimatverein Club El Cataluña, der im selben Jahr in die zweite Liga aufgenommen worden war. Aufgrund seiner guten Leistungen wurde Ibarreche bald vom Hauptstadtverein América entdeckt, der ihn 1962 verpflichtete. In der Saison 1965/66 gewann er mit den Americanistas deren ersten Meistertitel in der mexikanischen Profiliga.
Bereits zu Beginn des Jahres 1965 war Ibarreche der Sprung in die mexikanische Nationalmannschaft gelungen, für die er zwischen dem 28. Februar 1965 und dem 11. April 1965 insgesamt neun Länderspiele absolvierte. Zunächst bestritt er für Mexiko alle vier Vorrundenspiele im Rahmen der Qualifikation zur WM 1966 und gewann mit „El Tri“ die Vorrundengruppe 3. Anschließend bestritt er für Mexiko alle fünf Begegnungen der Finalrunde um den CONCACAF-Nations-Cup 1965, den er mit „El Tri“ gewann. Danach kam er allerdings nie wieder für die Nationalmannschaft zum Einsatz.
1969 wechselte er zu Deportivo Toluca und im darauffolgenden Jahr zum Puebla FC, bei dem er seine Profikarriere 1977 beendete. Anschließend war er noch in der auf Amateurbasis betriebenen Hauptstadtliga Española de Fútbol aktiv, wo er für die Mannschaft des Centro Vasco spielte.
Später kehrte Ibarreche in seine Heimatstadt Torreón zurück und war in verschiedenen Funktionen für den Club Santos Laguna tätig. In den letzten Wochen des Jahres 1994 übernahm er kurzzeitig das Amt des Cheftrainers und 2004 wurde er zum Vizepräsidenten gewählt.

## Erfolge

### Verein
- Mexikanischer Meister: 1965/66

### Nationalmannschaft
- CONCACAF-Nations-Cup: 1965